# Dziennik Praw Królestwa Polskiego (1918)
Dziennik Praw Królestwa Polskiego (1918)/Dziennik Praw Państwa Polskiego (1918-1919) (DzP KP) – dziennik urzędowy ustanowiony art. 21 dekretu Rady Regencyjnej o tymczasowej organizacji Władz Naczelnych w Królestwie Polskiem (Dz.U. z 1918 r. nr 1, poz. 1). Odpowiedzialny za wydawanie tego dziennika był Minister Sprawiedliwości. W Dzienniku miały być publikowane ustawy zatwierdzone przez Radę Regencyjną i wydane przez nią dekrety. Ogłaszane akty prawne obowiązywały z chwilą ogłoszenia ich w Dzienniku (o ile w samym dekrecie nie określono innej daty). Pierwszy Dziennik Praw Królestwa Polskiego odradzających się władz polskich ukazał się 1 lutego 1918 r. Wówczas też ukształtował się znany do dziś układ graficzny i zawartości zeszytu Dziennika. W górnej części strony tytułowej umieszczana była winieta z tytułem i godłem państwowym. Poniżej wskazywane było miejsce i data wydania oraz kolejny numer zeszytu. W dalszej części znajdował się spis treści pojedynczego zeszytu. Zachowywano kolejność numeracji publikowanych wszystkich aktów normatywnych oraz wewnętrzną systematykę według rangi. Dopiero poniżej drukowano treść poszczególnych aktów prawnych w jednej kolumnie. W stopce na ostatniej stronie podawano informacje o adresie redakcji, miejscu druku i kosztach prenumeraty. Ostatni Dziennik pod tą nazwą ukazał się w październiku 1918 r. Od numeru 12 z 21 października Dziennik ukazywał się pod nazwą Dziennik Praw Państwa Polskiego.
Przykładowo dekret Rady Regencyjnej ustanawiający urząd Szefa Sztabu Generalnego Wojsk Polskich ukazał się w Dz.U. z 1918 r. nr 13, poz. 29, z 29 października 1918.

## Tradycje
Dziennik Praw Księstwa Warszawskiego (1807-1813) → Dziennik Praw Królestwa Polskiego (1815-1871) → Dziennik Urzędowy Departamentu Sprawiedliwości Tymczasowej Rady Stanu Królestwa Polskiego (1917) → Dziennik Urzędowy Królewsko-Polskiego Ministerstwa Sprawiedliwości (1918) → Dziennik Praw Królestwa Polskiego (1918) / Dziennik Praw Państwa Polskiego (1918-1919) → Dziennik Ustaw Rzeczypospolitej Polskiej (1919-1945) → Dziennik Ustaw Rzeczypospolitej Polskiej (1944-1952) → Dziennik Ustaw Polskiej Rzeczypospolitej Ludowej (1952-1989) → Dziennik Ustaw Rzeczypospolitej Polskiej (od 1990)